# Утварь

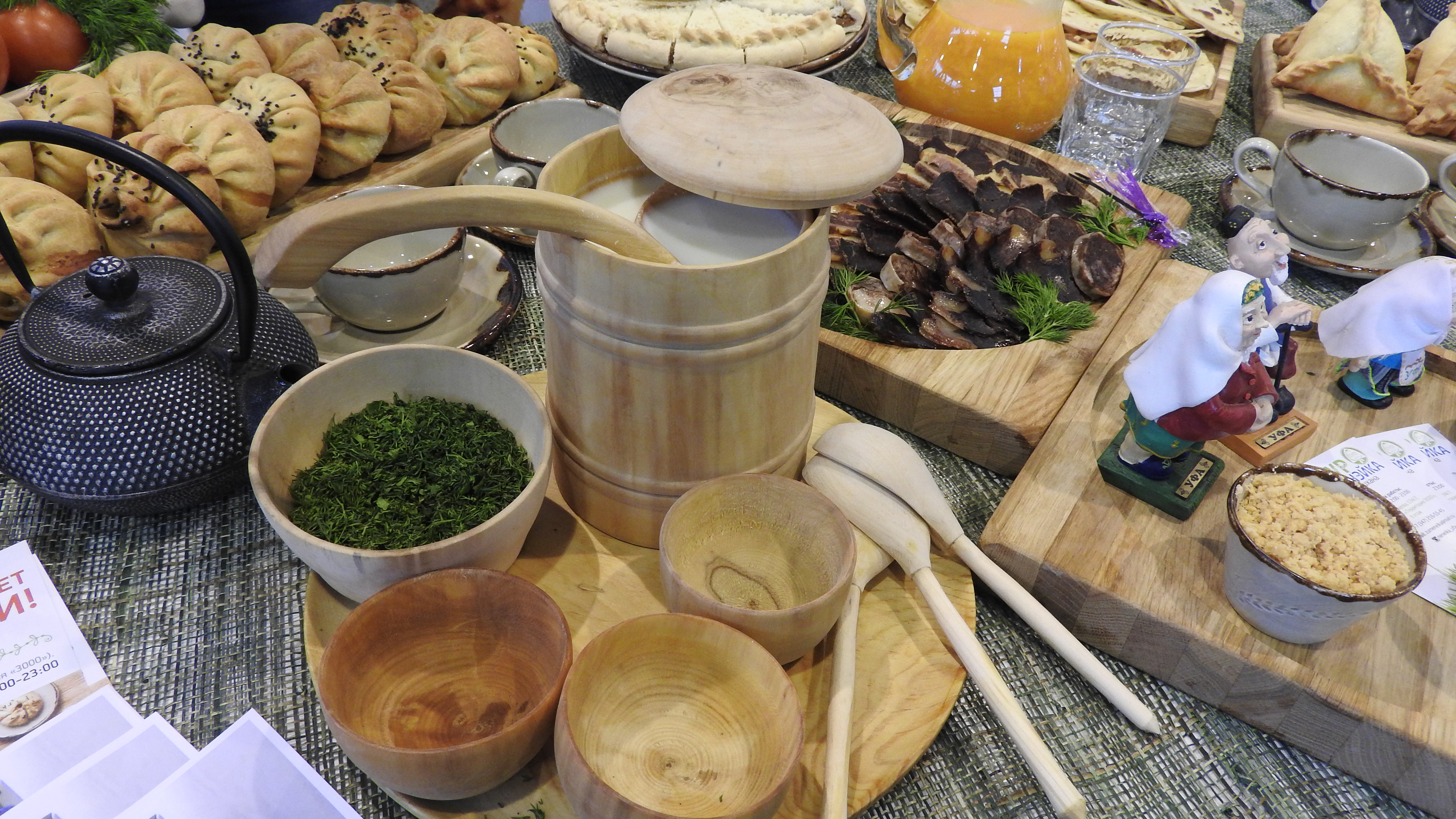
Деревянная кухонная утварь

Утварь (от глагола творить, то есть делать, производить, создавать) — в русском языке — самое общее обозначение искусственно созданных и движимых предметов интерьера («всё движимое в доме»); «совокупность предметов, принадлежности какого-нибудь обихода». 
Утварь традиционно считалась продуктом деятельности ремесленника (плотника, столяра, кузнеца, стеклодува, ткача, гончара или ювелира) и могла классифицироваться по материалу (деревянная, керамическая, металлическая). 
В современном обществе синонимом утвари является словосочетание «товары для дома», а утварь несёт в себе оттенок старых предметов, созданных ручным, а не фабричным способом. 
Примерами могут служить:
- Хозяйственная (домашняя) утварь.
  - Кухонная утварь: посуда[2] (столовые приборы и ёмкости: чаша, блюдо, горшок, кастрюля), бытовая техника (горелка), предметы гигиены (салфетка[3] и полотенце[4])[5][нет в источнике].
  - Некухонная хозяйственная утварь[источник не указан 1787 дней]: мебель (сундук)
- Церковная утварь (обрядовая, ритуальная[6]) утварь: светильники (паникадило), мебель (аналой, киот, трон), посуда (дискос, потир), предметы культа (иконы), музыкальные инструменты и т. п. Ср. также древнекитайская ритуальная утварь.[7]